# Ribnjak (Apajkeresztúr)
Ribnjak falu Horvátországban Kapronca-Kőrös megyében. Közigazgatásilag Apajkeresztúrhoz tartozik.

## Fekvése
Kaproncától 18 km-re, községközpontjától 8 km-re nyugatra, a Kemléki-hegység völgyében  fekszik.

## Története
1857-ben 93, 1910-ben 192 lakosa volt. A trianoni békeszerződésig Varasd vármegye Ludbregi járásához tartozott. 2001-ben 63 lakosa volt.